# ハインリッヒ・ヴェルナー
ハインリッヒ・ヴェルナー（Heinrich Werner、1800年10月2日 - 1833年3月3日）は、ドイツの作曲家。ライネフェルデ＝ヴォルビスに生まれ、ブラウンシュヴァイクに没した。日本語では、名はハインリヒとも、姓はウェルナーとも表記される。
ヴェルナーの最も優れた、また、最も広く知られた作品は、ヨハン・ヴォルフガング・フォン・ゲーテの詩「野ばら（Heidenröslein）」に付けた、民謡風の旋律である。

## 生涯
ヴェルナーの父は音楽教師で、声楽家でもあったため、一家と音楽との結びつきは特に強く、息子たち3人はいずれも長じて音楽家となった。ハインリッヒは15歳まで自宅で音楽を学び、11歳のときには地元の村の教会でオルガンを演奏した。15歳のとき、サンクト・アンドレアスベルクの少年合唱団の一員となったが、この合唱団には兄フリッツ（Fritz）と弟ヴィルヘルム（Wilhelm）も加わっていた。やがて、兄がブラウンシュヴァイクで音楽教師になると、ハインリッヒはギムナジウムを退学して、兄の許へ赴き、音楽の指導を受けるようになった。
1821年、ヴェルナーはエアフルトに学び、1822年には教師資格を得た。同年末にはブラウンシュヴァイクへ戻り、ハーゲンマルクト歌劇場の合唱指導者となり、音楽教師としても働くようになった。
ハインリッヒ・ヴェルナーは、84曲の作品を作曲したが、その大部分は歌曲（リート）であった。ヴェルナーの最も有名な作品は、「童（わらべ）はみたり　野なかの薔薇（ばら）... (Sah ein Knab' ein Röslein stehn ...)」（日本語訳は近藤朔風による）と歌われる、ゲーテの「野ばら」であった。
1829年1月20日、この曲は、ヴェルナーが指揮者を務めていたブラウンシュヴァイク合唱団のコンサートで初演された。ヴェルナーが作曲したこの作品は、たちまち人気が出て、今日でも歌われることが多い百曲ほどの民謡（フォルクスリート）のひとつとなった。
1830年、ヴェルナーは、ホルツミンデン、ハノーファー、そして故郷への旅に赴き、1831年にはベルリンへ、さらに1832年には故郷への最後の旅路についた。
1832年秋に結核を患い、1833年3月3日にブラウンシュヴァイクにて死去し、同地に埋葬された。32歳没。

## 栄誉
ヴェルナーの故郷であったキルホームフェルト（Kirchohmfeld）には、野バラに囲まれた記念の石碑が置かれている。また、この村の集会場は、ハインリッヒ・ヴェルナー・ハウス（Heinrich-Werner-Haus）と名付けられている。かつての東ドイツ（ドイツ民主共和国、DDR）の時代には、キルホームフェルト近傍の中心都市ヴォルビス (Worbis) にあった2校の技術系の高等学校（polytechnischen Oberschulen）のひとつが、ハインリッヒ・ヴェルナー学校（Heinrich-Werner-Schule）と名付けられていた。

## ギャラリー

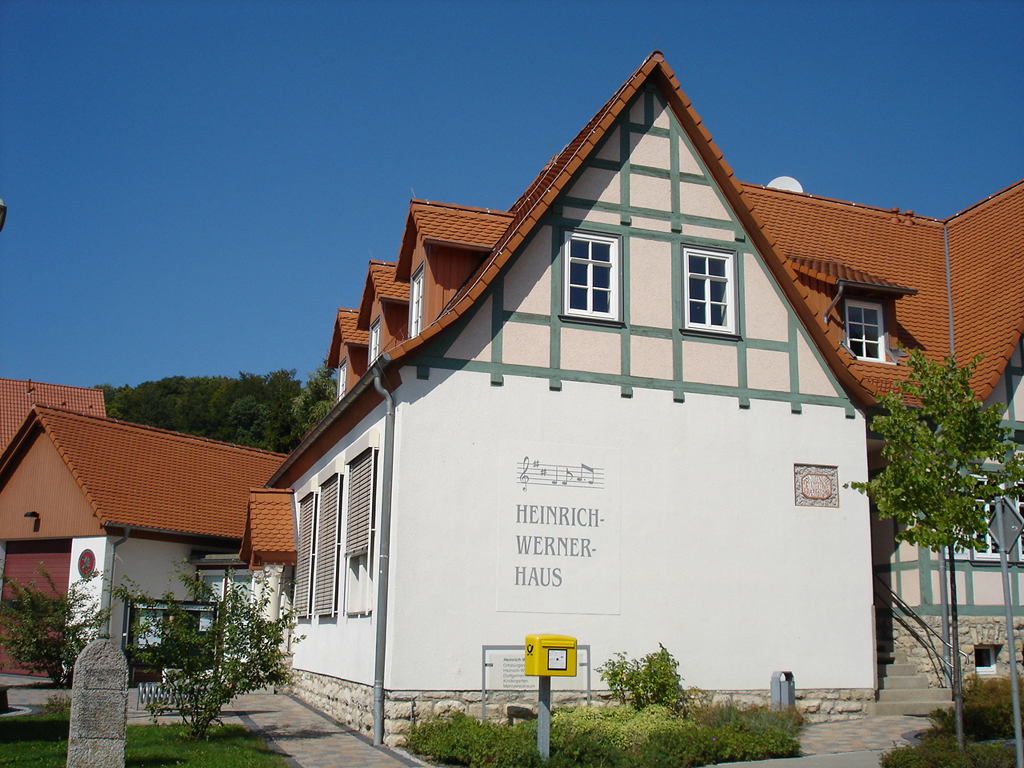
キルホームフェルトにある、ハインリッヒ・ヴェルナー・ハウス
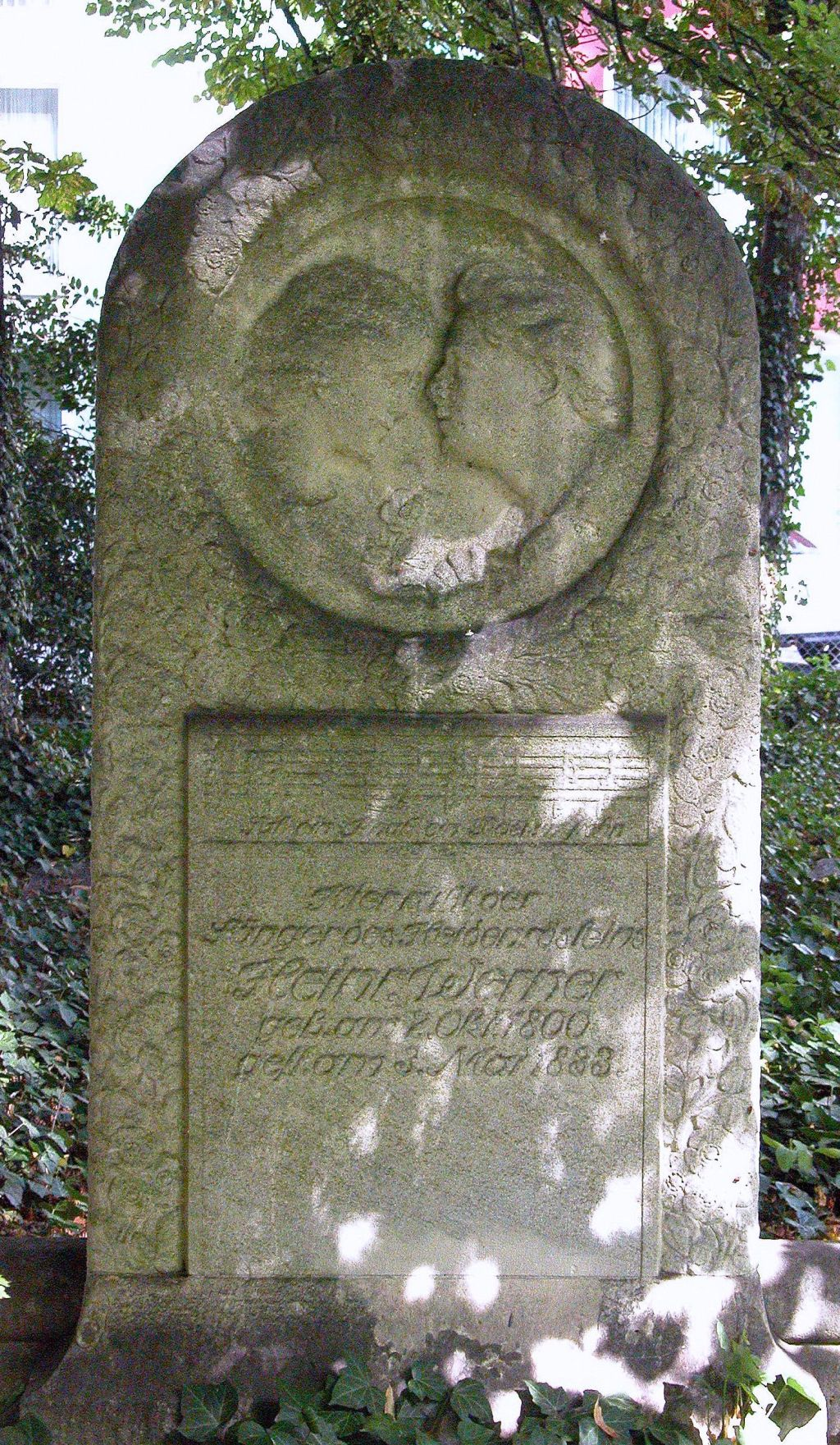
ブラウンシュヴァイクにあるヴェルナーの墓
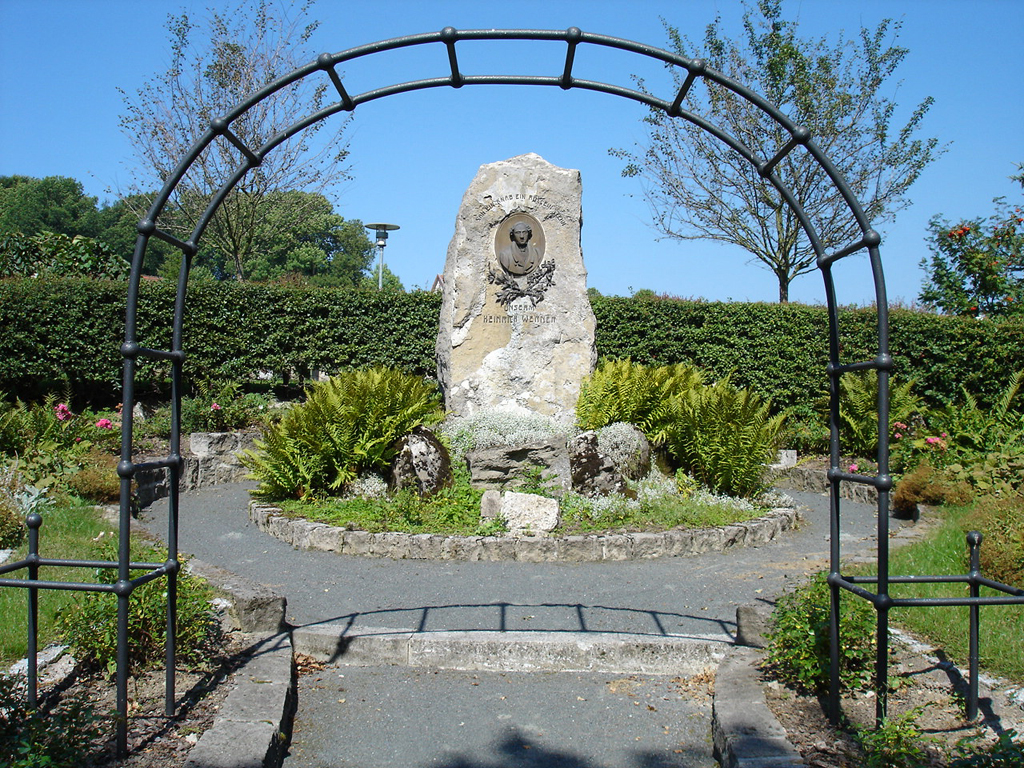
キルホームフェルトにある、ハインリッヒ・ヴェルナー記念石碑

### 原典テキスト
- Heidenröslein Allgemeines deutsches Schützen- und Turnerliederbuch von Friedrich Erk, M. Schauenburg (M.Schauenburg & Co., 1863)
- Heidenröslein A new German grammar for beginners (c1916)
- Heidenröslein Deutsches Liederbuch für amerikanische Studenten
- Heidenröslein Im Vaterland (1910) von Paul Valentine Bacon
- Heidenröslein Theorie und Praxis des Volksschulunterrichts nach herbartischen Grundsätzen (1897) von A. Pickel, E . Scheller, Wilhelm Rein

### 注記
- ハインリッヒ・ヴェルナーの楽譜 - 国際楽譜ライブラリープロジェクト
- Heinrich Werner作曲の楽譜 - Choral Public Domain Library (ChoralWiki)
- Music Listing - without preview images - Mutopia

### 音声
- Heidenröslein von Johanna Gadski
- Aufnahmen bei Europeana.eu (Quelle)